# Reynès
Reynès (katalanska: Reiners) är en kommun i departementet Pyrénées-Orientales i regionen Occitanien i södra Frankrike. Kommunen ligger i kantonen Céret som tillhör arrondissementet Céret. År 2022 hade Reynès 1 234 invånare.

## Befolkningsutveckling
Antalet invånare i kommunen Reynès
| Referens: INSEE |